# Eurybia radulina
Eurybia radulina е вид многогодишно тревисто растение от семейство Сложноцветни (Asteraceae). Видът е незастрашен от изчезване.

## Разпространение
Видът е разпространен в Западна Северна Америка, където се намира предимно на запад от Каскадите в Канада (Британска Колумбия, включително остров Ванкувър) и Съединените щати (Вашингтон, Орегон и Калифорния, включително на островите Ченъл).